# Tour Down Under 2011
Tour Down Under 2011 var den 13. udgave af cykelløbet Tour Down Under. Det blev arrangeret fra 18. til 23. januar 2011. Løbet har plads på UCI World Tour 2011.

## Etaper

### 1. etape
|  |

|  |

| 18. januar 2011 | Mawson Lakes | - | Angaston | 0138 km |

| Flad etape | Flad |

|  | 42,0 km/t |

|    | Rytter             | Hold               | Tid     |
| -- | ------------------ | ------------------ | ------- |
| 1. | Matthew Goss       | HTC-Highroad       | 3:17.08 |
| 2. | André Greipel      | Omega Pharma-Lotto | + 0.00  |
| 3. | Robbie McEwen      | RadioShack         | + 0.00  |
| 4. | Christopher Sutton | Sky                | + 0.00  |
| 5. | Elia Viviani       | Liquigas           | + 0.00  |

|    | Rytter          | Hold               | Tid     |
| -- | --------------- | ------------------ | ------- |
| 1. | Matthew Goss    | HTC-Highroad       | 3:16.58 |
| 2. | André Greipel   | Omega Pharma-Lotto | + 0.04  |
| 3. | Robbie McEwen   | RadioShack         | + 0.06  |
| 4. | Mitchell Docker | UniSA-Australia    | + 0.07  |
| 5. | Mathieu Perget  | AG2R               | + 0.07  |

### 2. etape
|  |

|  |

| 19. januar 2011 | Tailem Bend | - | Mannum | 0146 km |

| Flad etape | Flad |

|  | 42,2 km/t |

|    | Rytter           | Hold               | Tid     |
| -- | ---------------- | ------------------ | ------- |
| 1. | Ben Swift        | Sky                | 3:27.44 |
| 2. | Robbie McEwen    | RadioShack         | + 0.00  |
| 3. | Graeme Brown     | Rabobank           | + 0.00  |
| 4. | Romain Feillu    | Vacansoleil-DCM    | + 0.00  |
| 5. | Jürgen Roelandts | Omega Pharma-Lotto | + 0.00  |

|    | Rytter          | Hold               | Tid     |
| -- | --------------- | ------------------ | ------- |
| 1. | Robbie McEwen   | RadioShack         | 6:44.42 |
| 2. | Matthew Goss    | HTC-Highroad       | + 0.00  |
| 3. | Ben Swift       | Sky                | + 0.00  |
| 4. | André Greipel   | Omega Pharma-Lotto | + 0.04  |
| 5. | Mitchell Docker | UniSA-Australia    | + 0.04  |

### 3. etape
|  |

|  |

| 20. januar 2011 | Unley | - | Stirling | 0129 km |

| Flad etape | Flad |

|  | 40,4 km/t |

|    | Rytter           | Hold               | Tid     |
| -- | ---------------- | ------------------ | ------- |
| 1. | Michael Matthews | Rabobank           | 3:11.47 |
| 2. | André Greipel    | Omega Pharma-Lotto | + 0.00  |
| 3. | Matthew Goss     | HTC-Highroad       | + 0.00  |
| 4. | Simon Gerrans    | Sky                | + 0.00  |
| 5. | Luke Roberts     | UniSA-Australia    | + 0.00  |

|    | Rytter           | Hold               | Tid     |
| -- | ---------------- | ------------------ | ------- |
| 1. | Matthew Goss     | HTC-Highroad       | 9:56.25 |
| 2. | André Greipel    | Omega Pharma-Lotto | + 0.02  |
| 3. | Robbie McEwen    | RadioShack         | + 0.04  |
| 4. | Michael Matthews | Rabobank           | + 0.04  |
| 5. | Ben Swift        | Sky                | + 0.04  |

### 4. etape
|  |

|  |

| 21. januar 2011 | Norwood | - | Strathalbyn | 0124 km |

| Flad etape | Flad |

|  | 43,7 km/t |

|    | Rytter          | Hold            | Tid     |
| -- | --------------- | --------------- | ------- |
| 1. | Cameron Meyer   | Garmin-Cervélo  | 2:57.55 |
| 2. | Thomas De Gendt | Vacansoleil-DCM | + 0.00  |
| 3. | Laurens ten Dam | Rabobank        | + 0.03  |
| 4. | Matthew Wilson  | Garmin-Cervélo  | + 0.10  |
| 5. | Matthew Goss    | HTC-Highroad    | + 0.24  |

|    | Rytter          | Hold               | Tid      |
| -- | --------------- | ------------------ | -------- |
| 1. | Cameron Meyer   | Garmin-Cervélo     | 12:54.30 |
| 2. | Laurens ten Dam | Rabobank           | + 0.10   |
| 3. | Matthew Goss    | HTC-Highroad       | + 0.12   |
| 4. | Robbie McEwen   | RadioShack         | + 0.15   |
| 5. | André Greipel   | Omega Pharma-Lotto | + 0.16   |

### 5. etape
|  |

|  |

| 22. januar 2011 | McLaren Vale | - | Willunga | 0131 km |

| Flad etape | Flad |

|  | 42,2 km/t |

|    | Rytter             | Hold            | Tid     |
| -- | ------------------ | --------------- | ------- |
| 1. | Francisco Ventoso  | Movistar        | 3:06.10 |
| 2. | Michael Matthews   | Rabobank        | + 0.00  |
| 3. | Matthew Goss       | HTC-Highroad    | + 0.00  |
| 4. | José Joaquín Rojas | Movistar        | + 0.00  |
| 5. | Luke Roberts       | UniSA-Australia | + 0.00  |

|    | Rytter            | Hold           | Tid      |
| -- | ----------------- | -------------- | -------- |
| 1. | Cameron Meyer     | Garmin-Cervélo | 16:00.40 |
| 2. | Matthew Goss      | HTC-Highroad   | + 0.08   |
| 3. | Laurens ten Dam   | Rabobank       | + 0.10   |
| 4. | Michael Matthews  | Rabobank       | + 0.12   |
| 5. | Francisco Ventoso | Movistar       | + 0.17   |

### 6. etape
|  |

|  |

| 23. januar 2011 | Adelaide | - | Adelaide | 090 km |

| Flad etape | Flad |

|  | 47,5 km/t |

|    | Rytter          | Hold              | Tid     |
| -- | --------------- | ----------------- | ------- |
| 1. | Ben Swift       | Sky               | 1:53.47 |
| 2. | Greg Henderson  | Sky               | + 0.00  |
| 3. | Matthew Goss    | HTC-Highroad      | + 0.00  |
| 4. | Robbie McEwen   | RadioShack        | + 0.00  |
| 5. | Juan José Haedo | Saxo Bank-SunGard | + 0.00  |

|    | Rytter           | Hold           | Tid      |
| -- | ---------------- | -------------- | -------- |
| 1. | Cameron Meyer    | Garmin-Cervélo | 17:54.27 |
| 2. | Matthew Goss     | HTC-Highroad   | + 0.02   |
| 3. | Ben Swift        | Sky            | + 0.08   |
| 4. | Laurens ten Dam  | Rabobank       | + 0.09   |
| 5. | Michael Matthews | Rabobank       | + 0.10   |

## Resultater

### Sammenlagt
|     | Rytter            | Hold               | Tid      |
| --- | ----------------- | ------------------ | -------- |
| 1.  | Cameron Meyer     | Garmin-Cervélo     | 17:54.27 |
| 2.  | Matthew Goss      | HTC-Highroad       | + 0.02   |
| 3.  | Ben Swift         | Sky                | + 0.08   |
| 4.  | Laurens ten Dam   | Rabobank           | + 0.09   |
| 5.  | Michael Matthews  | Rabobank           | + 0.10   |
| 6.  | Francisco Ventoso | Movistar           | + 0.17   |
| 7.  | André Greipel     | Omega Pharma-Lotto | + 0.26   |
| 8.  | Blel Kadri        | Ag2r-La Mondiale   | + 0.26   |
| 9.  | Allan Davis       | Astana             | + 0.27   |
| 10. | Luke Roberts      | UniSA-Australia    | + 0.28   |

### Spurttrøjen
|    | Rytter           | Hold         | Point |
| -- | ---------------- | ------------ | ----- |
| 1. | Matthew Goss     | HTC-Highroad | 28    |
| 2. | Michael Matthews | Rabobank     | 20    |
| 3. | Laurens ten Dam  | Rabobank     | 20    |

### Bjergtrøjen
|    | Rytter          | Hold            | Point |
| -- | --------------- | --------------- | ----- |
| 1. | Luke Roberts    | UniSA-Australia | 60    |
| 2. | Ben Hermans     | RadioShack      | 36    |
| 3. | Laurens ten Dam | UniSA-Australia | 32    |